# Kanonická transformace
V teoretické mechanice v rámci Hamiltonova formalismu se kanonickými transformacemi myslí právě takové transformace, které zachovávají tvar Hamiltonových rovnic. Všechny kanonické transformace tak pouze převádějí mezi ekvivalentními popisy stejného systému a jsou si navzájem fyzikálně rovnocenné. Kanonické transformace proto nehrají roli ve fyzikálním vývoji systému, ale jsou velmi užitečným nástrojem pro hledání co nejjednodušší formy pohybových rovnic a s tím spojených integrálů pohybu.

## Obecné transformace
Obecnou transformací se zde myslí změna parametrizace fázového prostoru. Parametry fázového prostoru jsou zobecněné souřadnice {\displaystyle q^{i}} a kanonické hybnosti {\displaystyle p_{i}} Nové proměnné {\displaystyle Q^{j}}, {\displaystyle P_{j}} obecně zavádíme jako funkce předchozích parametrů {\displaystyle q^{i}}, {\displaystyle p_{i}} a času {\displaystyle t}. Pro fázový prostor s {\displaystyle N} stupni volnosti máme {\displaystyle i,j=1,\dots ,N}, fázový prostor tak má celkem {\displaystyle 2N} parametrů, případně {\displaystyle 2N+1}, pokud je tvar fázového prostoru závislý na čase.
{\displaystyle Q^{j}=Q^{j}(q^{i},p_{i},t)} - nové zobecněné souřadnice
{\displaystyle P_{j}=P_{j}(q^{i},p_{i},t)} - nové hybnosti

## Podmínka kanoničnosti transformace
Mějme staré parametry fázového prostoru {\displaystyle q^{i}}, {\displaystyle p_{i}}, které pro nějakou Hamiltonovu funkci (Hamiltonián) {\displaystyle H} splňují Hamiltonovy pohybové rovnice.
{\displaystyle {\dot {q}}^{i}={\partial H \over \partial p_{i}},{\dot {p}}_{i}=-{\partial H \over \partial q^{i}}}
Definicí kanonické transformace je, že nové parametry {\displaystyle Q^{i}}, {\displaystyle P_{i}} budou splňovat Hamiltonovy rovnice v téže formě. Musí tak existovat nějaký další (ne nutně různý) Hamiltonián {\displaystyle H'(Q^{j},P_{j},t)}, pro který budou platit rovnice
{\displaystyle {\dot {Q}}^{i}={\partial H' \over \partial P_{i}},{\dot {P}}_{i}=-{\partial H' \over \partial Q^{i}}.}
Zároveň musí také existovat bijekce mezi parametrizacemi fázového prostoru {\displaystyle q^{i}}, {\displaystyle p_{i}} a {\displaystyle Q^{i}}, {\displaystyle P_{i}}, protože právě jednomu stavu systému je třeba přiřadit právě jednu {\displaystyle 2N}tici parametrů.

### Vytvořující funkce
Více různých Hamiltoniánů může vést na stejné rovnice pohybu. Tato volnost v určení Hamiltoniánu se nazývá kalibrační volnost a přímo plyne z Lagrangeovy formulace mechaniky. Vytvořující funkce mají původ v kalibrační volnosti Lagrangeovy funkce, jejíž Legendreovou transformací dostáváme Hamiltonovu funkci. Hamiltoniány, které vedou na stejné rovnice pohybu můžeme z fyzikálního hlediska považovat za rovnocenné. Volnost Hamiltonovy funkce pro určitý fyzikální systém přesně odpovídá kanonickým transformacím. Každou kalibrační volnost lze vyjádřit stručnou rovnicí
{\displaystyle H'=H+{\frac {\partial F_{a}}{\partial t}}.}
Rovnice tvrdí, že dva libovolné rovnocenné Hamiltoniány {\displaystyle H',H} se navzájem liší právě o totální derivaci nějaké funkce {\displaystyle F_{a}} vzhledem k času. Funkci {\displaystyle F_{a}} nazýváme vytvořující funkce (synonymem je generující funkce).
Generujícící funkce obecně závisí jak na starých tak i na nových proměnných. Celkem existují 4 různé kombinace a tedy 4 druhy vytvořujících funkcí {\displaystyle F_{a}~~a=1,\dots ,4}. 
{\displaystyle F_{1}=F_{1}(q^{i},Q^{j},t)}
{\displaystyle F_{2}=F_{2}(q^{i},P_{j},t)}
{\displaystyle F_{3}=F_{3}(p_{i},Q^{j},t)}
{\displaystyle F_{4}=F_{4}(p_{i},P_{j},t)}
Ne každá funkce může být vytvořující funkcí pro kanonickou transformaci v Hamiltonově formalismu. V transformaci se vyskytnou podmínky, které musí vytvořující funkce splňovat, aby vzniklý Hamiltonián měl zmíněnou volnost. Podmínky jsou shrnuty v následující tabulce. Každá funkce, která je dostatečně hladká (její derivace existují) a splňuje podmínky v tabulce, dává vzniknout kanonické transformaci.
Existence vytvořující funkce, která splňuje podmínky je ekvivalentní existenci společného potenciálu pro proměnné. Stačí uvážit druhé derivace generující funkce, využít záměnnost parciálních derivací a také využít rovnosti z podmínek kanoničnosti z druhého a třetího sloupce tabulky. Například pro funkci {\displaystyle F_{1}} tak dostáváme rovnost
{\displaystyle {\frac {\partial p_{i}}{\partial Q^{k}}}={\frac {\partial }{\partial Q^{k}}}\left({\frac {\partial F_{1}}{\partial q^{i}}}\right)={\frac {\partial ^{2}F_{1}}{\partial Q^{k}\partial q^{i}}}={\frac {\partial ^{2}F_{1}}{\partial q^{i}\partial Q^{k}}}={\frac {\partial }{\partial q^{i}}}\left({\frac {\partial F_{1}}{\partial Q^{k}}}\right)=-{\frac {\partial P_{k}}{\partial q^{i}}}}.
Podmínka existence potenciálu se obecně nazývá podmínka integrability a ty jsou shrnuty v posledním sloupci tabulky. Pro kanoničnost transformace je třeba, aby podmínky integrability byly splněny pro všechny kombinace indexů zároveň.
| druh vytvořující funkce              | podmínky kanoničnosti                                           | podmínky kanoničnosti                                           | podmínky integrability                                                                             |
| ------------------------------------ | --------------------------------------------------------------- | --------------------------------------------------------------- | -------------------------------------------------------------------------------------------------- |
| {\displaystyle F_{1}(q^{i},Q^{j},t)} | {\displaystyle p_{i}={\frac {\partial F_{1}}{\partial q^{i}}}}  | {\displaystyle P_{i}=-{\frac {\partial F_{1}}{\partial Q^{i}}}} | {\displaystyle {\frac {\partial p_{i}}{\partial Q^{k}}}=-{\frac {\partial P_{k}}{\partial q^{i}}}} |
| {\displaystyle F_{2}(q^{i},P_{j},t)} | {\displaystyle p_{i}={\frac {\partial F_{2}}{\partial q^{i}}}}  | {\displaystyle Q^{i}={\frac {\partial F_{2}}{\partial P_{i}}}}  | {\displaystyle {\frac {\partial p_{i}}{\partial p_{k}}}={\frac {\partial Q^{k}}{\partial q^{i}}}}  |
| {\displaystyle F_{3}(p_{i},Q^{j},t)} | {\displaystyle q^{i}=-{\frac {\partial F_{3}}{\partial p_{i}}}} | {\displaystyle P_{i}=-{\frac {\partial F_{3}}{\partial Q^{i}}}} | {\displaystyle {\frac {\partial q^{i}}{\partial Q^{k}}}={\frac {\partial P_{k}}{\partial p_{i}}}}  |
| {\displaystyle F_{4}(p_{i},P_{j},t)} | {\displaystyle q^{i}=-{\frac {\partial F_{4}}{\partial p_{i}}}} | {\displaystyle Q^{i}={\frac {\partial F_{4}}{\partial P_{i}}}}  | {\displaystyle {\frac {\partial q^{i}}{\partial P_{k}}}=-{\frac {\partial Q^{k}}{\partial p_{i}}}} |

### Ověření kanoničnosti pomocí Poissonových závorek
Nejvíce přímočarý způsob pro určení kanoničnosti transformace je spočítat fundamentální Poissonovy závorky nových zobecněných souřadnic {\displaystyle Q^{j}} a {\displaystyle P_{j}}. Poissonova závorka dvou funkcí {\displaystyle f,g} s parametry fázového prostoru {\displaystyle q^{i},p_{i}} je definována jako:
{\displaystyle \{f,g\}=\{f,g\}_{q,p}=\sum _{i=1}^{N}\left[{\frac {\partial f}{\partial q^{i}}}{\frac {\partial g}{\partial p_{i}}}-{\frac {\partial f}{\partial p_{i}}}{\frac {\partial g}{\partial q^{i}}}\right]}.
Pro veličiny {\displaystyle q^{i},p_{i}} platí fundamentální relace 
{\displaystyle \{q^{i},q^{j}\}_{q,p}=0,\{p_{i},p_{j}\}_{q,p}=0,\{q^{i},p_{j}\}_{q,p}=\delta _{j}^{i}~~\forall i,j=1,\dots N}.
Platí, že transformace je kanonická právě když všechny fundamentální relace jsou splněny i pro nové proměnné. Máme tak nutnou a zároveň dostačující podmínku zapsanou do následujících rovnic
{\displaystyle \{Q^{i},Q^{j}\}_{q,p}=0,\{P_{i},P_{j}\}_{q,p}=0,\{Q^{i},P_{j}\}_{q,p}=\delta _{j}^{i}~~\forall i,j=1,\dots N}
Naštěstí antisymetrie Poissonovy závorky počet rovnic redukuje. Vztahy {\displaystyle \{Q^{i},Q^{j}\}_{q,p}=0,\{P_{i},P_{j}\}_{q,p}=0} platí pro dvojici indexů {\displaystyle (i,j)}, právě když platí pro {\displaystyle (j,i)}. Navíc nám antisymetrie závorky identicky splňuje rovnosti {\displaystyle \{Q^{i},Q^{i}\}_{q,p}=0,\{P_{i},P_{i}\}_{q,p}=0~~\forall i=1,\dots ,N}. Tyto rovnosti tak ani nemusíme ověřovat.
Pro zbylé rovnosti je třeba, aby platily všechny naráz a obecně ani jednu z nich nesmíme vynechat. Pro ověření kanoničnosti transformace je tak třeba spočítat nejvýše {\displaystyle 2N^{2}-N} závorek. Ve většině případů je ale porušeno více rovností naráz. Pokud je nalezena jediná fundamentální relace, která není splněna, není třeba v postupu pokračovat a transformace automaticky není kanonická.

## Vlastnosti kanonických transformací

### Množina kanonických transformací tvoří grupu
Binární operace v této grupě je skládání transformací. Pro splnění definice grupy je třeba splnit 4 požadavky:
- binární operace je asociativní - skládání transformací to splňuje
- množina je uzavřena nad touto binární operací - to plyne z faktu, že složením dvou kanonických transformací dostáváme opět kanonickou transformaci (plyne z ověřování pomocí Poissonových závorek)
- existuje neutrální prvek - tím je triviální transformace {\displaystyle Q^{i}=q^{i},P_{i}=p_{i}~~\forall i=1,\dots ,N}
- existuje inverzní prvek - kanonická transformace je bijekce, proto vždy existuje inverzní transformace

### Poissonovy závorky jsou invariantní vůči kanonickým transformacím
To znamená, že Poissonova závorka libovolných funkcí f, g dá stejný výsledek, když k výpočtu použijeme proměnné fázového prostoru, které jsou navzájem spojeny kanonickou transformací (třeba dvojice {\displaystyle q^{i},p_{j}} a {\displaystyle Q^{i},P_{j}}). Obecně tak platí vztah
{\displaystyle \{f,g\}_{p,q}=\{f,g\}_{P,Q}}.

### Objem fázového prostoru se kanonickou transformací nemění
Tato vlastnost implikuje Liouvilleův teorém. Pokud si vyznačíme objem libovolného tvaru ve fázovém prostoru, kanonická transformace obecně může změnit jeho tvar, ale objem se nezmění. Tato vlastnost nám tedy říká, že vývoj ve fázovém prostoru lze chápat jako tok nestlačitelné kapaliny. Tato kapalina se nazývá fázová kapalina. Ve speciálním případě lineárních transformací vlastnost znamená, že determinant matice kanonické transformace je +1.

## Užitečnost kanonických transformací
Pomocí kanonických transformací a jejich vytvořujících funkcí je možno z Hamiltonovského formalismu odvodit Hamiltonovu-Jacobiho rovnici.
Kanonické transformace mohou významně měnit tvar pohybových rovnic a v mnoha případech tak usnadňovat hledání skrytých symetrií systému, které implikují nové integrály pohybu. Tímto způsobem byl nalezen jeden z invariantů pohybu v poli Kerrovy černé díry. Tento invariant se nazývá Carterova konstanta a zachovává se i v obecnějším poli rotující nabité černé díry.